# Ensemble Clematis
L'Ensemble Clematis est un orchestre international de musique baroque sur instruments anciens, fondé et dirigé par la violoniste belge Stéphanie de Failly.

## Historique
L'Ensemble Clematis a été fondé en 2001 par la violoniste Stéphanie de Failly avec comme objectif de travailler le répertoire  méconnu du XVIIe siècle, tant italien, que français ou allemand (jusqu'aux premières œuvres de Jean-Sébastien Bach) avec un intérêt particulier pour les pages oubliées des compositeurs des Pays-Bas espagnols comme Nicolaus à Kempis, Carolus Hacquart ou Giuseppe Zamponi,,,,,.
Stéphanie de Failly partage la direction de l'ensemble avec le chef d'orchestre et chef de chœur argentin Leonardo García-Alarcón.
Clematis collabore régulièrement avec les autres ensembles que dirige Leonardo García-Alarcón : la Cappella Mediterranea et le Chœur de chambre de Namur,,.
Depuis 2018, l'Ensemble Clematis est co-dirigé par la violoniste Stéphanie de Failly et le claveciniste Brice Sailly,.

## Effectif
L'Ensemble Clematis est une formation à géométrie variable qui joue sur instruments anciens et réunit, autour de sa fondatrice Stéphanie de Failly, des musiciens provenant des meilleures formations baroques, choisis en fonction des projets musicaux,,,.
Ainsi, pour  la restitution, la re-création et l'enregistrement de l'opéra Ulisse all'Isola di Circe de Giuseppe Zamponi, qui avait été joué pour la première fois à Bruxelles aux Pays-Bas espagnols en 1650, Clematis prend la forme d'une grande formation d'une trentaine d'instrumentistes, renforcée par les chanteurs de la Capella mediterranea et du Chœur de chambre de Namur, sous la direction de Leonardo García-Alarcón,,.
Pour d'autres enregistrements par contre, comme la Ciaconna de Tomaso Antonio Vitali, Clematis adopte une configuration réduite :
- Stéphanie de Failly, violon
- Benjamin Glorieux, violoncelle
- François Joubert-Caillet, basse de viole
- Quito Gato, théorbe et guitare
- Thierry Gomar, percussions
- Marion Fourquier, harpe
- Lionel Desmeules, orgue

Pour ses programmes de musique vocale, Clematis fait appel à plusieurs solistes parmi lesquels Mariana Flores, Juliette Perret, Paulin Bündgen, Zachary Wilder, Fernando Guimaraes et Philippe Favette.

## Discographie
À part ses deux premiers enregistrements publiés sur le label Musica Ficta, l'Ensemble Clematis a publié tous ses enregistrements sur le label Ricercar,, :
- 2004 : Nicolaus à Kempis : Symphoniae, avec la soprano Céline Scheen, le ténor Stephan Van Dyck et la basse Dirk Snellings, sous la direction de Leonardo García-Alarcón
- 2009 : Carolus Hacquart : Cantiones & sonate, avec la soprano Céline Scheen, le ténor Stephan Van Dyck et la basse Dirk Snellings
- 2009 :  Capriccio stravagante, Sonate de Carlo Farina
- 2010 : Girolamo Frescobaldi : Il Regno d'amore, avec la soprano Mariana Flores, sous la direction de Leonardo García-Alarcón
- 2010 : Matheo Romero : Romerico Florido, avec la Cappella Mediterranea sous la direction de Leonardo García-Alarcón
- 2012 : Tomaso Antonio Vitali : Ciaconna, sous la direction de Stéphanie de Failly
- 2012 :  Bach-Böhm  - Music for weddings and other festivities, sous la direction de Leonardo García-Alarcón
- 2013 : Carmina Latina, avec la Capella Mediterranea et le Chœur de chambre de Namur, sous la direction de Leonardo García-Alarcón
- 2014 : Giuseppe Zamponi : Ulisse all'Isola di Circe, avec Céline Scheen, Mariana Flores, Dominique Visse, la Cappella mediterranea et le Chœur de chambre de Namur, sous la direction de Leonardo García-Alarcón[11]
- 2016 : Giovanni Legrenzi : Sonate & Balletti, sous la direction de Stéphanie de Failly[12].
- 2016 : Roland de Lassus : Canticum Canticorumavec Céline Scheen, Mariana Flores, Dominique Visse, la Cappella mediterranea et le Chœur de chambre de Namur, sous la direction de Leonardo García-Alarcón
- 2018 : Vater Unser - German Sacred Cantatas, avec Paulin Bündgen, contreténor
- 2019 : Quattro Violini A Venezia, œuvres de Gabrieli, Marini, Fontana, Castello, Cavalli, Uccellini et Buonamente, sous la direction de Stéphanie de Failly et Brice Sailly
- 2020 : Nun Danket Alle Gott, avec Julie Roset, soprano, sous la direction de Stéphanie de Failly et Brice Sailly
- 2020 : For Early Instruments, œuvres de Boesmans, Bartholomée, Mernier et Foccroulle, par les ensembles Clematis, Inalto, L'Achéron et Alarius
- 2022 : O Jesulein... A German Baroque Christmas Oratorio, sous la direction de Brice Sailly et Stéphanie de Failly
- 2023 : David Pohle : Complete Sonatas & Ballet Music, sous la direction de Brice Sailly et Stéphanie de Failly